# Ziemia Marii Byrd
Ziemia Marii Byrd (ang. Marie Byrd Land) – obszar w Antarktydzie Zachodniej, rozciągający się na wschód od Lodowca Szelfowego Rossa i Morza Rossa i na południe od Oceanu Południowego aż do linii między czołem Lodowca Szelfowego Rossa a Wybrzeżem Eightsa na Ziemi Ellswortha. Największy obszar wulkanizmu podlodowcowego na Antarktydzie. W jego środkowej części znajduje się kryptodepresja Bentley Subglacial Trench (2555 m p.p.m.).

## Nazwa
Nazwa obszaru upamiętnia żonę amerykańskiego badacza Antarktydy Richarda Byrda (1888–1957), który badał jego północno-zachodnią część w 1929 roku .

## Geografia
Ziemia Marii Byrd leży w Antarktydzie Zachodniej, rozciągając się na wschód od Lodowca Szelfowego Rossa i Morza Rossa i na południe od Oceanu Południowego aż do linii między czołem Lodowca Szelfowego Rossa a Wybrzeżem Eightsa na Ziemi Ellswortha .
Pokryty w całości lądolodem. Lądolód Antarktydy Zachodniej wznosi się na 800–2000 m n.p.m.  W jego części południowej leżą Góry Horlicka, a w północnej Saunders Mountain i pasma Executive Committee Range  i Flood Range . Na północy znajduje się także kilka szczytów górskich sięgających ponad 3300 m n.p.m. 

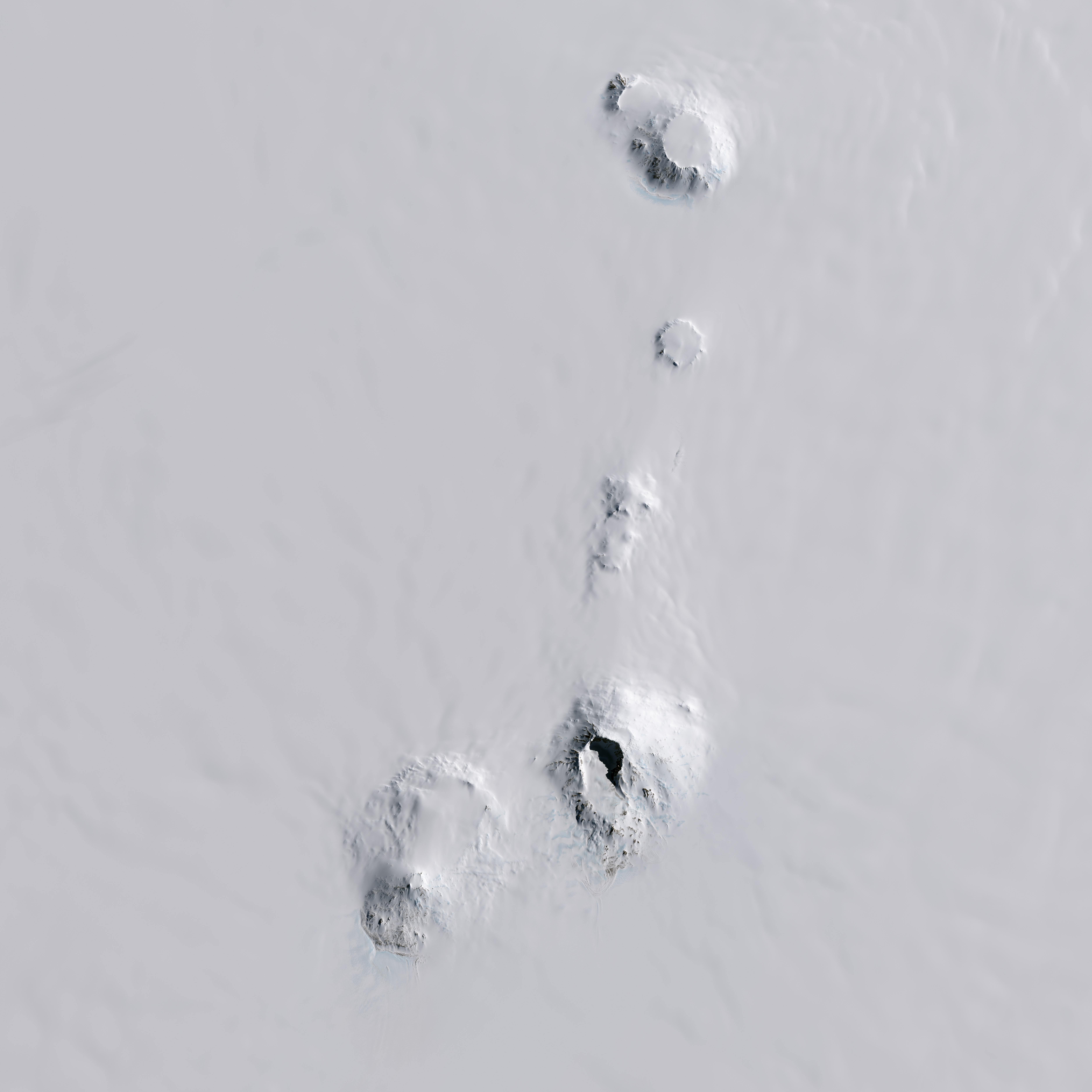
Wulkany w paśmie Executive Committee Range

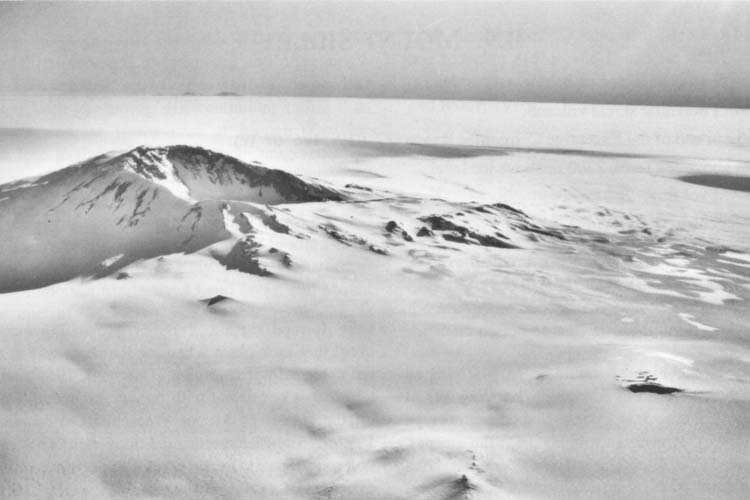
Mount Sidley

Ziemia Marii Byrd jest największym obszarem wulkanizmu podlodowcowego na Antarktydzie. Leży tu 18 dużych i 30 mniejszych wulkanów, przeważnie pokrytych śniegiem i lądolodem. Więcej wulkanów może znajdować się ukrytych pod lodem. Najwyższym szczytem wulkanicznym jest Mount Sidley wznoszący się na wysokość 4181 m n.p.m. Badania lodu radarem wykazały, że ok. 2300 lat temu doszło tu do najprawdopodobniej największej erupcji na terenie Antarktydy na przestrzeni ostatnich 100 tys. lat – wybuch miał rozerwać pokrywę lodową i wyrzucić chmurę popiołu, który osiadł na obszarze 20 tys. km². Przyjmuje się, że istnieje pięć aktywnych ośrodków wulkanicznych:
- Mount Takahe (3400 m n.p.m.[9] )
- Góra Berlina (3500 m n.p.m.) na zachodnim krańcu Flood Range[10]
- Mount Waesche (3290 m n.p.m.[11] )
- być może Mount Kauffman (2365 m n.p.m.[12] )
- być może Mount Sidley

Wybrzeże Ziemi Marii Byrd jest w większości permanentnie skute lodem, a przez co niedostępne od strony morza. Leżą tu m.in. wybrzeża: Wybrzeże Siple’a, Shirase Coast, Saunders Coast, Wybrzeże Rupperta i Wybrzeże Hobbsa . Do Wybrzeża Hobbsa przylega Lodowiec Szelfowy Getza .
W części środkowej znajduje się Bentley Subglacial Trench – najniżej położony punkt pod pokrywą lodową (kryptodepresja) – 2555 m p.p.m. Obecność kryptodepresji przyczynia się do niestabilności lądolodu Antarktydy Zachodniej, który przy wystarczająco silnym ocieplaniu klimatu mógłby się szybko rozpaść.
W warstwach argilitowych niedaleko Mount Hartkopf znaleziono skamieniałości roślinne z okresu dewonu, m.in. Haplostigma irregularis i Drepanophycus schopfii.

## Historia

Ziemia Marii Byrd to jedyny obszar bez roszczeń terytorialnych

Obszar odkryty i opisany w 1929 roku przez amerykańskiego polarnika Richarda Evelyna Byrda, nazwany na cześć jego żony Marii . Przebadany i zmapowany w 1935 roku przez Paula A. Siple’a (1908–1968) podczas drugiej wyprawy antarktycznej Byrda . Kolejne badania przeprowadzono podczas amerykańskich ekspedycji w latach 1939–1941 i 1946–1947.
W 1957 roku założono amerykańską stację badawczą Byrd. Na Ziemi Marii Byrd znajduje się także sezonowa rosyjska stacja Russkaja, która w latach 1980–1990 była stacją całoroczną .

## Polityka
W odróżnieniu od większości pozostałych obszarów Antarktydy, do Ziemi Marii Byrd nie rości sobie praw żadne państwo .